# 음고류

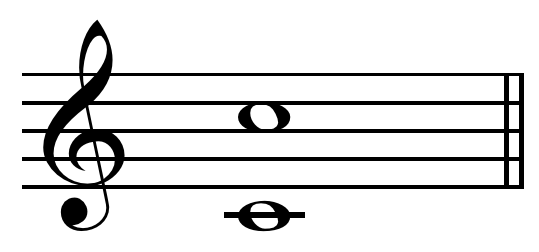
완전 8도

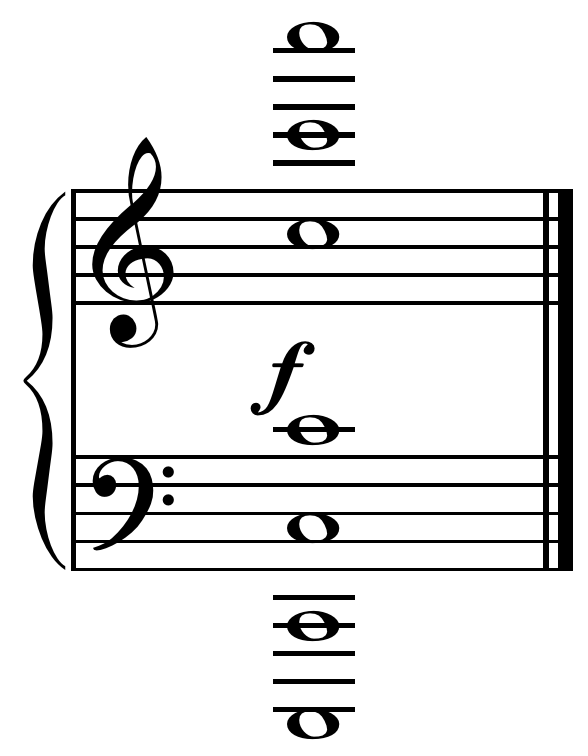
피아노에서 가능한 C음들 (C_{8}또한 연주가능함).

음고류(音高類, 영어: pitch class, 약자 pc)란 같은 음이름을 가진 모든 음들의 집합이다. 예를 들어 C의 음고류는 모든 옥타브의 C 음들로 구성된다. 음악 이론에 있어서 음고류는, 같은 음이름을 가진 음들, 이명동음들을 서로 관련지을 수 있다는 점에서 중요하다. 미국식 음고 기보법을 사용하여 음고류 "C"는 다음과 같이 표기된다.
{Cn : n 은 정수} = {..., C-2, C-1, C0, C1, C2, C3 ...};
n값엔 딱히 정해진 상한이나 하한은 없지만, 인간의 귀로는 들을 수 있는 범위 내여야 한다. 같은 음고류에 속하는 음들은 서로 유사하게 들리는데 이 특성을 '옥타브 동치성'이라 부른다.
서양 표준 평균율에서는 B♯3, C4, D4 등 표기가 달라도 동일한 소리가 나는 이명동음이 존재하는데, 이 특성을 '이명동음 동치성'이라 부른다. 음고류 집합 이론에서는 이명동음 음들을 동일하게 취급한다.

## 같이 보기
- 내림표
- 올림표